# Tereza Hirsch
Tereza Hirsch (* 14. června 1988 Zeitz) je českoněmecká scenáristka, režisérka, producentka a spisovatelka. Je známá svými krátkometrážními filmy The Guilt List (2016) a Beyond Her Lens (2019).

## Život
Tereza se narodila v Německu, německé matce a českému otci. Vyrůstala převážně v České republice, část dětství strávila také v Paříži.
Vystudovala Anglofonní studia na Metropolitní univerzitě v Praze, kde získala titul Bakalář. Dalšímu studiu se již věnovala na New York Film Academy v Los Angeles, kde získala v roce 2016 Magisterský titul v oboru Filmová a mediální tvorba. Dále se věnovala svým hereckým dovednostem – absolvovala 8 týdenní herecký kurz na Artist Advantage Group Academy v Kalifornii pod vedením Judda Laurance.
Díky svému nadání a rodinnému zázemí se Tereza domluví několika jazyky – plynně česky, německy a anglicky, a dále i francouzsky a španělsky.
Po 5 letech v Los Angeles, kde založila produkční společnost Hirsch Pictures, se Tereza vrátila zpět do Prahy. V současné době se zde věnuje natáčení různorodých projektů, včetně hudebních videí, reklam a krátkometrážních filmů.

## Kariéra
Ve svých začátcích se Tereza věnovala novinářské tvorbě. V roce 2014, spolu s účastníky kurzu novinářky a spisovatelky Dany Emingerové, vydala knihu povídek „Svět v kapce rosy.“ Dále vytvořila webové stránky pro online hudební magazín „Brouk Music.“ Napsala několik článků o její dobrovolnické práci v Indii, které zveřejnila v časopisu „Xantypa.“ Také přispívala do „Prager Zeitung,“ největších cizojazyčných novin v České republice, svými příspěvky o kulturním dění v Praze. Věnovala se rovněž hudebním příspěvkům v časopisech „Report“ a „Rock & Pop.“
Ve svých filmařských začátcích si Tereza vyzkoušela scénografii na filmu režiséra Cyrila Zimy „Hot Set,“ který má na YouTube již více než 3,5 milionu zhlédnutí nebo na videoklipu „Feel Nothing“ od hudební skupiny The Plot In You, která má na YouTube více než 8,5 milionu zhlédnutí.
Její režijní debut „The Guilt List,“ natočený v roce 2016, je politické drama z roku 1953. Tento film se dostal na více než 60 filmových festivalů po celém světě a vyhrál 16 cen, mimo jiné za nejlepší krátký film a nejlepší kameru na mezinárodním filmovém festivalu v Brazílii.
V roce 2017 se Tereza věnovala natáčení různých reklam (například pro Toyotu) a hudebních videí. Dalším krátkometrážním filmem na kterém se Tereza podílela je film „Mammoth“ od Ariela Hellera. Film vyhrál studentského Oscara roku 2017. Ve stejném roce Tereza a další mladí čeští spisovatelé vydala svojí druhou knihu „Doba Obalová.“
Hned po svém velmi úspěšném debutu The Guilt List založila společnost Hirsch Pictures, pod jejímž jménem natočila velmi úspěšný krátkometrážní film Beyond Her Lens (2019). Film je inspirován životem a prací válečné fotografky Jany Andert, hlavní roli si zahrála Lucie Vondráčková. Film byl vybrán na více než 80 festivalů po celém světě a vyhrál více než 25 ocenění.
V roce 2020 natočila hudební video německého zpěváka Saniho „2 Glasses," který se natáčel v Praze. Dále pokračovala v úspěšné spoluprácii s Lucií Vondráčkovou a režírovala videoklip k písničce „Milování,“ kde spojila hru UV světel a barev. Videoklip zažívá svoje první úspěchy, například jako výherce Canadian Cinematography Awards. Také natočila hudební video „Síla moře“ mladého zpěváka Patrika Malého, který se natáčel v Berlíně. Pokračovala videoklipem Vojty D. k písničce "Zatancuj," která je součástí projektu SayHi, který spojuje děti po celém světě. Rok 2020 zakončila spoluprací s Milanem Peroutkou a kapelou Perutě, natočením videoklipu k písničce "Svítání," kde se inspirovala filmem "The Shining" od režiséra Stanleyho Kubricka.
Rok 2021 také začala spoluprací s Milanem Peroutkou & Perutě a natočila videoklip k písni "Na perutích," který se natáčel v Egyptě. Dále natočila pilotní povídku k novému cyklu s Miroslavem Donutilem, Jaromírem Noskem, Lucií Vondráčkovou a dalšími.

## Tvorba
1. Knihy – Svět v kapce rosy, Doba Obalová
2. Filmy – The Guilt List, Beyond Her Lens
3. Hudební videa – Sani: 2 Glasses, Lucie Vondráčková: Milování, Patrik Malý: Síla moře, Vojta D: Zatancuj, Sámer Issa & Lucie Vondráčková: Vrať se, Milan Peroutka & Perutě: Svítání, Milan Peroutka & Perutě: Na perutích[9]

## Ocenění
1. The Guilt List – vítěz Canada Independent Film Festival 2017, Brazil International Film Festival 2017, Portugal International Film Festival 2017, Los Angeles Academy of Film Awards 2018
2. Beyond Her Lens – vítěz Brazil International Film Festival 2019, Portugal International Film Festival 2019, Los Angeles Film Awards 2019 (Best picture and Inspiring woman in a film), London Independent Film Awards 2019
3. Milování (hudební videoklip) – vítěz Canadian Cinematography Awards 2020, Sound and Vision International Film & Technology Festival 2020[10]